# Loggia della Mercanzia
La Loggia della Mercanzia est la loggia du commerce de la ville de Sienne, qui donne sur l'arrière de la  Piazza del Campo, à la croisée  des  Via Banchi di Sopra, Via Banchi di Sotto et  Via di Città.
La partie inférieure fut édifiée au  XVe siècle, et la supérieure au  XVIIIe siècle.
Sont présentes les statues de saint Pierre et de saint Paul de Lorenzo di Pietro dit Il Vecchietta, et de trois anciens saints protecteurs de la ville : San Savino, Sant'Ansano et San Vittore d'Antonio Federighi.
Les ornementations sculptées, les plus significatives de la renaissance siennoise, datent des années 1458 à 1462.

## Sources
- (it) Cet article est partiellement ou en totalité issu de l’article de Wikipédia en italien intitulé « Loggia della Mercanzia » (voir la liste des auteurs).